# Kopparbergs Bryggeri
Kopparbergs Bryggeri AB er et svensk bryggeri, som er baseret i Kopparberg. De producer øl, cider, vodka og læskedrik. Det blev etableret i 1882 og er ejet af P & D Bronsman AB. I dag har de en årsomsætning på ca. 2 mia. SEK og ca. 400 ansatte.